# Loodi
Loodi es una aldea ubicada en el municipio de Viljandi, en el condado de Viljandi, Estonia. Tiene una población estimada, en 2021, de 122 habitantes.
Está ubicada en el centro-este del condado, cerca de la orilla occidental del lago Võrtsjärv.